# Volo lontano/Solo con te
Volo lontano/Solo con te è il primo singolo di Don Backy, pubblicato in Italia nel 1960 come "Agaton e il suo complesso".

## Tracce
Lato A
1. Agaton e il suo complesso – Volo lontano (Masotti, Bologna)

Lato B
1. Agaton e il suo complesso – Solo con te (Manetti, Schipa)